# Де Чаварри, Хосе
Хосе Мануэль де Чаварри Родригес-Авиаль (исп. José Manuel de Chávarri Rodríguez-Avial; 11 марта 1897, Мадрид — 21 января 1989, Мадрид) — испанский хоккеист на траве, полевой игрок. Участник летних Олимпийских игр 1928 года.

## Биография
Хосе де Чаварри родился 11 марта 1897 года в Мадриде.
Играл в хоккей на траве за мадридский «Атлетико».
В 1928 году вошёл в состав сборной Испании по хоккею на траве на летних Олимпийских играх в Амстердаме, поделившей 7-8-е места. Играл в поле, провёл 1 матч, мячей не забивал.
Умер 21 января 1989 года в Мадриде.

## Семья
Двоюродные братья Энрике де Чаварри (1903—1993) и Бернабе де Чаварри (1904—?) также играли в хоккей на траве за «Атлетико» и выступали за сборную Испании на летних Олимпийских играх 1928 года.